# محمد عبد الجبار الشبوط
محمد عبد الجبار الشبوط (مواليد الكوت العراق 1949) سياسي واعلامي وكاتب عراقي. كان والده أستاذا في اللغة الإنكليزية وعمه ضابط في الجيش العراقي أيام الملك غازي وكانت عائلته معروفة بنضالها السياسي أيام الحكم العثماني شارك في المعارضة السياسية لنظام الرئيس السابق صدام حسين، حتى الإطاحة به. وبسبب نشاطه المعارض اضطر إلى مغادرة العراق لأول مرة في عام 1976 إلى الكويت، وبقى هناك 8 سنوات، ثم بدأ سلسلة هجرات أخرى قادته في نهاية المطاف إلى بريطانيا، مرورا بسوريا ولبنان. وبعد سقوط نظام الرئيس صدام حسين عاد إلى العراق حيث شارك في تاسيس التيار الإسلامي الديمقراطي الذي دخل الانتخابات الأولى، عام 2005 لكنه لم يتمكن من الفوز بمقاعد في البرلمان. غادر العراق مرة أخرى عام 2006 إلى الكويت ثم عاد إلى العراق في عام 2010 ليكون عضوا في مجلس امناء شبكة الاعلام العراقي ثم رئيسا للشبكة حتى عام 2016 حيث طلب احالته على التقاعد.
```
صاحب اطروحة نموذج الدولة الحضارية الحديثة والدعوة إلى اقامتها في العراق.
```

تمثلت منجزاته الاعلامية بتأسيس جريدة الجهاد، أكبر صحف المعارضة العراقية في المنفى، وذلك في عام 1982 في طهران، وأيضا تأسيس جريدة البديل الإسلامي في عام 1985، ثم جريدة المؤتمر في لندن، ومجلة الإسلام والديمقراطية في العراق، وأيضا مجلة الاسبوعية في لبنان والعراق.
تولى رئاسة تحرير جريدة الصباح العراقية الممولة من قبل الدولة، التي أصبحت في عهده الجريدة الأولى في العراق.
الف عددا من الكتب، منها: المجتمع، الإسلام والديمقراطية، مستقبل الديمقراطية في العراق، المشروع الحضاري الإسلامي، تجديد الفكر الإسلامي، تكامل الإنسان، الإسلام السياسي، التخلف السياسي، إضافة إلى العديد من الدراسات في المجلات والصحف العربية في لبنان والكويت والخليج وبريطانيا.